# Idaea alyssumata
Idaea alyssumata är en fjärilsart som beskrevs av Pierre Millière 1873. Idaea alyssumata ingår i släktet Idaea och familjen mätare. Inga underarter finns listade i Catalogue of Life.